# 미국 수정 헌법 제17조
미국 수정 헌법 제17조는 미국 상원 의원을 각 주에서 직선(直選)하도록 정한 미국 헌법의 수정 조항이다. 또한 상원에 결원이 발생하였을 때 보궐 선거 이전까지 주 의회의 허가 하에 주지사가 그 임시 대행을 임명할 수 있도록 하는 조항도 포함되어 있다.
1912년 제62회 의회에 의해 제안되어 1913년 4월 8일 4분의 3 이상의 주의회에서 비준됨으로써 헌법에 추가되었다. 이 조항으로 상원 의원을 각 주의 입법부에서 선출하도록 규정하던 미국 헌법 제1조 제3절의 제1항, 제2항이 대체되었다.

## 전문
합중국의 상원은 각주 2명씩의 상원의원으로 구성된다. 상원의원은 그 주의 주민에 의하여 선출되고 6년의 임기를 가진다. 각 상원의원은 1표의 투표권을 가진다. 각주의 선거인은 주입법부중 의원수가 많은 1院의 선거인에 요구되는 자격을 가져야 한다.
상원에서 어느 주의 의원에 결원이 생긴 때에는 그 주의 행정부는 결원을 보충하기 위하여 선거명령을 발하여야 한다. 다만, 주민이 주의회가 정하는 바에 의한 선거에 의하여 결원을 보충할 때까지, 주의회는 그 주의 행정부에게 임시로 상원의원을 임명하는 권한을 부여할 수 있다.
본 수정조항은 본 헌법의 일부로서 효력을 발생하기 이전에 선출된 상원의원의 선거 또는 임기에 영향을 주는 것으로 해석하지 못한다.
The Senate of the United States shall be composed of two Senators from each State, elected by the people thereof, for six years; and each Senator shall have one vote. The electors in each State shall have the qualifications requisite for electors of the most numerous branch of the State legislatures.
When vacancies happen in the representation of any State in the Senate, the executive authority of such State shall issue writs of election to fill such vacancies: Provided, That the legislature of any State may empower the executive thereof to make temporary appointments until the people fill the vacancies by election as the legislature may direct.
This amendment shall not be so construed as to affect the election or term of any Senator chosen before it becomes valid as part of the Constitution.

## 같이 보기
- 미국 상원